# Équipe d'Uruguay de football à la Copa América 1983
L'équipe d'Uruguay de football à la Copa América 1983 participe à sa 30e Copa América lors de cette édition 1983 qui se tient du 10 août au 4 novembre 1983. 

## Résultats

### Phase de groupe
| Classement final |           |     |   |   |   |   |    |    |      |
|                  | Équipe    | Pts | J | G | N | P | BP | BC | Diff |
| 1                | Uruguay   | 6   | 4 | 3 | 0 | 1 | 7  | 4  | +3   |
| 2                | Chili     | 5   | 4 | 2 | 1 | 1 | 8  | 2  | +6   |
| 3                | Venezuela | 1   | 4 | 0 | 1 | 3 | 1  | 10 | -9   |

| 1er septembre | Uruguay   | 2 | 1 | Chili     |
| 4 septembre   | Uruguay   | 3 | 0 | Venezuela |
| 11 septembre  | Chili     | 2 | 0 | Uruguay   |
| 18 septembre  | Venezuela | 1 | 2 | Uruguay   |

| 1er septembre 1983 | Uruguay                                         | 2 – 1   | Chili                       | Stade Centenario (Montevideo)                         |                                                       |
|                    | Acevedo 45e · Morena 63e (pen.) · Gutiérrez 77e | (1 - 0) | Orellana 76e · J. Rojas 77e | Spectateurs : 30 000 Arbitrage : Arnaldo Cézar Coelho | Spectateurs : 30 000 Arbitrage : Arnaldo Cézar Coelho |

| 4 septembre 1983 | Uruguay                                                    | 3 – 0   | Venezuela                     | Stade Centenario (Montevideo)                     |                                                   |
|                  | Cabrera 35e · Morena 51e (pen.) · Luzardo 68e · Acosta 70e | (1 - 0) | R. Torres 77e · Simonelli 85e | Spectateurs : 60 000 Arbitrage : Gabriel González | Spectateurs : 60 000 Arbitrage : Gabriel González |

| 11 septembre 1983 | Chili                  | 2 – 0   | Uruguay | Estadio Nacional (Santiago)                    |                                                |
|                   | Dubó 9e · Letelier 80e | (1 - 0) |         | Spectateurs : 55 000 Arbitrage : Teodoro Nitti | Spectateurs : 55 000 Arbitrage : Teodoro Nitti |

| 18 septembre 1983 | Venezuela  | 1 – 2   | Uruguay                                      | Stade Brígido Iriarte (Caracas)                  |                                                  |
|                   | Febles 77e | (0 - 0) | Santelli 74e · Aguilera 87e · Montelongo 55e | Spectateurs : 3 000 Arbitrage : Carlos Montalván | Spectateurs : 3 000 Arbitrage : Carlos Montalván |

### Demi-finale

#### Matchs aller
| 13 octobre 1983 | Pérou   | 0 – 1 | Uruguay      | Estadio Nacional (Lima)                         |                                                 |
| |         | (0 - 0) | Aguilera 65e | Spectateurs : 28 000 Arbitrage : Sergio Vásquez | Spectateurs : 28 000 Arbitrage : Sergio Vásquez |
| Acasuzo - Duarte, Requena, Aguayo, Díaz - Velásquez, Olaechea, Reyna ( 73e Casanova) - Rey Muñoz ( 58e Malásquez), Navarro, Caballero | Équipes | Rodríguez - Diogo, Gutiérrez, Acevedo, Agresta - González, Barrios, Cabrera - Aguilera ( 80e Saralegui), Francescoli, Acosta ( 77e Ramos) |              | Spectateurs : 28 000 Arbitrage : Sergio Vásquez | Spectateurs : 28 000 Arbitrage : Sergio Vásquez |

#### Matchs retour
| 20 octobre 1983 | Uruguay     | 1 – 1 | Pérou         | Stade Centenario (Montevideo)                      |                                                    |
| | Cabrera 49e | (0 - 1) | Malásquez 24e | Spectateurs : 58 000 Arbitrage : Arturo Ithurralde | Spectateurs : 58 000 Arbitrage : Arturo Ithurralde |
| Rodríguez - Diogo, Gutiérrez, Acevedo, Agresta - González, Barrios, Cabrera - Aguilera ( 75e Saralegui ( 85e)), Francescoli, Acosta ( 71e Ramos) | Équipes     | Acasuzo - Duarte ( 85e), Requena, Aguayo, Díaz - Velásquez, Olaechea, Leguía - Malásquez, Navarro, Caballero |               | Spectateurs : 58 000 Arbitrage : Arturo Ithurralde | Spectateurs : 58 000 Arbitrage : Arturo Ithurralde |

### Finale

#### Matchs aller
| 27 octobre 1983 | Uruguay                     | 2 – 0 | Brésil | Stade Centenario (Montevideo)                 |                                               |
| | Francescoli 41e · Diogo 80e | (1 - 0) |        | Spectateurs : 65 000 Arbitrage : Héctor Ortiz | Spectateurs : 65 000 Arbitrage : Héctor Ortiz |
| Rodríguez - Diogo, Gutiérrez, Acevedo, Agresta - González, Barrios, Cabrera - Aguilera ( 85e Bossio), Francescoli, Acosta ( 75e Ramos) | Équipes                     | Leão - Leandro, Márcio, Mozer, Júnior - Renato, Jorginho, China ( Tita) - Renato Gaúcho, Roberto Dinamite, Éder |        | Spectateurs : 65 000 Arbitrage : Héctor Ortiz | Spectateurs : 65 000 Arbitrage : Héctor Ortiz |

#### Matchs retour
| 4 novembre 1983 | Brésil       | 1 – 1 | Uruguay      | Fonte Nova (Salvador)                               |                                                     |
| | Jorginho 23e | (1 - 0) | Aguilera 77e | Spectateurs : 95 000 Arbitrage : Edison Peréz-Núñez | Spectateurs : 95 000 Arbitrage : Edison Peréz-Núñez |
| Leão - Paulo Roberto, Márcio, Mozer, Júnior - China, Jorginho, Tita ( 77e Renato Gaúcho) - Sócrates, Roberto Dinamite ( 43e Careca), Éder | Équipes      | Rodríguez - Diogo, Gutiérrez, Acevedo, Agresta - González, Barrios, Cabrera - Aguilera ( 82e Bossio), Francescoli, Acosta ( 46e Ramos) |              | Spectateurs : 95 000 Arbitrage : Edison Peréz-Núñez | Spectateurs : 95 000 Arbitrage : Edison Peréz-Núñez |

| Copa América 1983 - Vainqueur Uruguay 12e titre |